# Катиф (нефтяное месторождение)
Эль-Катиф — крупное газонефтяное месторождение в Саудовской Аравии. Открыто в 1946 году.
Нефтегазоносность связана с отложениями юрского возраста. Плотность нефти 0,83-0,87 г/см3, содержание S 2,5 %.
Начальные запасы нефти 1,5 млрд тонн. Залежи на глубине 2,1-2,5 км.
Оператором месторождения является саудовская национальная нефтяная компания Saudi Aramco.
Добыча нефти на месторождении в 2016 году составила 20 миллионов тонн.
Центр добычи — город Эль-Катиф.